# ドワイト・ローデヴェーヘス
ドワイト・ローデヴェーヘス（Dwight Lodeweges, 1956年10月26日 - ）は、カナダ・カルガリー市ターナー・ヴァレー出身のオランダ人サッカー選手、サッカー指導者。現役時代のポジションはディフェンダー。
Jリーグでは名古屋、千葉時代ともファーストネームの「ドワイト」で登録されていた。

## 経歴
カナダのアルバータ州にてオランダ人の両親の元に生まれ、すぐにオランダへと移る。
ゴー・アヘッド・イーグルスでプロ生活を始める。U-21オランダ代表に選出されたが、フル代表には選ばれなかった。
1979年からはカナダに本拠地を置く北米サッカーリーグ(NASL)のエドモントン・ドリラーズでプレー。この時期カナダサッカー協会からカナダ代表入りを打診されていたが、当時のルールでオランダ年代別代表でのプレー経験があるため実現しなかった。
アメリカ合衆国に本拠地を置くインドアサッカークラブであるミネソタ・ストライカーズでのプレーを経て、イーグルスに復帰。1991年9月に引退した。

## 指導歴
FCフローニンゲン、SCヘーレンフェーンなどの監督を歴任。アル・ジャジーラ・クラブと名古屋グランパスエイト、PSVでは、オランダ人のセフ・フェルホーセン監督をアシスタントコーチとして支える。
後に自国のPSVアイントホーフェンのコーチ・監督やNECナイメヘン監督、故郷のカナダFCエドモントン監督を経て、2011年よりジェフユナイテッド市原・千葉監督に就任したが、昇格争いの最中の10月21日、2連敗したところで契約が解除された。
2016年8月23日、U-20オランダ代表の監督に就任することが発表された。2017-18シーズンより務めるPECズヴォレのアシスタントコーチに集中するため、2017年11月14日にU-20代表監督を辞任することを表明した。
2018年3月15日より、ロナルト・クーマン率いるオランダ代表のアシスタントコーチを兼任。シーズン限りでズヴォレを退団し代表に専念する。
2020年8月19日、クーマンがFCバルセロナの監督に就任したことにより、後任として暫定的にオランダ代表監督に就任した。